# Charles Camproux
Charles Alphonse Felix Camproux (* 30. Juni 1908 in Marseille, Département Bouches-du-Rhône; † 3. April 1994 in Castelnau-le-Lez, Département Hérault) war ein französischer Romanist, Okzitanist und okzitanischer Lyriker.

## Leben und Werk
Camproux wuchs in Marseille auf sowie im Don-Bosco-Haus in Montpellier. Er studierte und wurde Gymnasiallehrer in Mende (1929) und Narbonne. Er engagierte sich in der okzitanischen Bewegung, war 1930 Mitbegründer der Societat d'Estudis Occitans (S.D.E, bis 1946) und gründete 1934 die Zeitschrift Occitania. Er unterstützte die Bestrebungen von Louis Alibert (1884–1959) zur Reform des Okzitanischen. 1937 machte er die Agrégation und unterrichtete in Béziers und Montpellier. Als Soldat geriet er 1940 in deutsche Gefangenschaft, verbrachte mehrere Monate in einem Stalag, floh und kehrte nach Montpellier zurück, wo er ab 1942 an der Universität okzitanische Sprache und Literatur lehrte und gleichzeitig in der Résistance wirkte. Ab der Befreiung gab er die Wochenschrift Le Tigre heraus, in der bedeutende Autoren publizierten. 

Camproux habilitierte sich 1954 in Paris bei Albert Dauzat mit den beiden Thèses Essai de géographie linguistique du Gévaudan (2 Bde., Paris 1962-1963) und Étude syntaxique des parlers gévaudanais (Paris 1958) und war von 1957 bis 1976 an der Universität Montpellier ordentlicher Professor für Grammaire et philologie française. Von seinem Lehrstuhl aus engagierte er sich für die Anerkennung des Okzitanischen als Lehr- und Forschungsfach der Universität. Mit Robert Lafont gründete er 1966 in Montpellier das Centre d’études occitanes. Er war Herausgeber der Zeitschrift Revue des langues romanes. Zu seinem Schülerkreis zählt Jean-Pierre Chambon.

Camproux war zudem Dichter und Literaturkritiker, das Französische wie das Okzitanische betreffend. Er wirkte von 1946 bis 1974 in Presse und Radio für das Okzitanische und von 1956 bis 1968 als Kritiker in Les Lettres françaises.

Charles Camproux starb am 3. April 1994 in Castelnau-le-Lez im Alter von 85 Jahren.
In Montpellier und Clapiers (F-34830) wurden Straßen nach ihm benannt.

## Weitere Werke

### Romanistik und Okzitanistik
- Petite grammaire du dialecte lozérien. Version française (mit Chontoclar [Albert Brunel 1889-1979]), Marseille 1931
- Per lo camp occitan, Narbonne 1935
- Le livre d'oc à l'usage des élèves du cours supérieur des classes primaires, Montpellier 1947
- Histoire de la littérature occitane, Paris 1953, 1971
- Joy d'amor. Jeu et joie d'amour/Le joy d’amour des troubadours, Montpellier 1965
- (Hrsg.) Pèire Cardenal, Tròces causits, Montpellier 1970
- (Hrsg.) La cançon de la crosada, Montpellier 1972
- Les langues romanes, Paris 1974, 1979 (Que sais-je ? 1562)
- Ecrits sur les troubadours et la civilisation occitane du Moyen-Age, 2 Bde., Toulouse 1984-1985

### Okzitanische Lyrik
- Poemas sens poësia, Toulouse 1942
- Bestiari, Toulouse 1947
- 12 poëmas de resistència, Castelnau del Lez 1984
- Obra poëtica occitana, Toulouse 1984
- Solèu roge, Enèrgas 1985